# Résultats par État de l'élection présidentielle américaine de 1984
Cette page présente les résultats par État de l'élection présidentielle américaine de 1984. Cette élection américaine s'est déroulée le 6 novembre 1984 dans les 50 États qui composent les États-Unis ainsi que le district de Columbia. Comme pour les autres élections présidentielles aux États-Unis, les électeurs de chaque État choisissent des grands électeurs pour les représenter dans le collège électoral à travers un vote populaire.

## Résultats dans l'Arkansas
L'Arkansas dispose en 1984 de 6 grands électeurs. L'État donne l'ensemble de ses grands électeurs au candidat du Parti républicain, le président des États-Unis sortant Ronald Reagan.
Le candidat vainqueur de ce scrutin dans l'Etat de l'Akansas, comme dans tout le pays, est Ronald Reagan, qui débute un second mandat à la présidence des États-Unis le 20 janvier 1985.

## Résultats dans le Michigan
Le Michigan dispose en 1984 de 20 grands électeurs. L'État donne l'ensemble de ses grands électeurs au candidat du Parti républicain, le président des États-Unis sortant Ronald Reagan.
Le candidat vainqueur de ce scrutin dans l'Etat du Michigan est Reagan.

## Résultats dans le Montana
Le Montana dispose en 1984 de 4 grands électeurs. L'État donne l'ensemble de ses grands électeurs au candidat du Parti républicain, le président des États-Unis sortant Ronald Reagan.
Le candidat vainqueur de ce scrutin est Reagan.